# Angel Wicky
Angel Wicky (ur. 8 kwietnia 1991 w Pelhřimov) – czeska aktorka pornograficzna.

## Życiorys

### Wczesne lata
Urodziła się i dorastała w Pelhřimov. Studiowała pedagogikę na Uniwersytecie Masaryka w Brnie.

### Kariera
Jej pseudonim powstał z połączenia imienia Vika i angielskiego słowa wicked, co oznacza niegrzeczny, diabelski. Angel to anioł. Jej pseudonim przedstawia więc sprzeczności w jej wyglądzie i naturze, czyli anioła z diabłem w jej ciele. W 2008 podjęła pracę jako fotomodelka. 
W 2014 pojawiła się w numerze czerwcowym czeskiej i słowackiej edycji magazynu „Playboy”. W listopadzie tego samego roku została Playmate miesiąca. W latach 2015–2017 była na sześciu pierwszych stronach gazet oraz w dziewięciu innych europejskich i amerykańskich wydaniach i została Playmate International, czyli międzynarodową towarzyszką zabaw. Zdjęcia zostały wykonane w Czechach, Słowacji i Austrii.
Zadebiutowała w branży pornograficznej w 2010, w wieku 19 lat filmami: They Can’t Get Enough Toe, Shaved Tattooed and Tasty, Mom and Dad Are Fucking My Friends 5, Bachelor Party Orgy 2 i Drunk Sex Orgy: Eurofuck Competition. 24 lipca 2010 w Pradze wzięła udział w serii Casting X Pierre’a Woodmana – Woodman Casting X 79. 
Współpracowała z takimi studiami jak: Brazzers, Reality Kings, Digital Playground, DDFNetwork, Wicked Pictures, Evil Angel, Hustler, Vidéo Marc Dorcel i LegalPorno, m.in. w scenach potrójnej i podwójnej penetracji, gang bang, seksu grupowego, analnego, ass to mouth, anilingus, snowballing, fistingu analnego z elementami bukkake i urofilii. 
20 września 2013 wystąpiła dla Kink.com w scenach BDSM Whipped Ass 34041 (2013) z Sandrą Romain. W produkcji VR3000.com Donald „Cuckold” Trump / Vladimir „The Impaler” Putin Nails Melania (2017) zagrała postać Melani Trump. Jej ekranowymi partnerami byli m.in.: Mugur w produkcji DDF Network Lustful Oily Titty Therapy: Nuru Massage Leads to Ass Fucking (2015), Vinny Star w 21sextury Network Fucking An Angel (2017) oraz Steve Holmes w TitusFantasy (2017) i YouMixPorn Angel Cleans That Dick, Sucks That Dick, Loves That Dick (2019).

## Nagrody i nominacje
| Rok  | Nagroda                                             | Kategoria                                     | Rezultat  |
| ---- | --------------------------------------------------- | --------------------------------------------- | --------- |
| 2015 | Czeska nagroda erotyczna (Erotický veletrh Erofest) | Najlepsza relacja w mediach społecznościowych | Nominacja |
| 2016 | Czeska nagroda erotyczna (Erotický veletrh Erofest) | Najlepsza relacja w mediach społecznościowych | Nominacja |
| 2017 | Czeska nagroda erotyczna (Erotický veletrh Erofest) | Najlepsza czeska aktorka                      | Nominacja |
| 2017 | Czeska nagroda erotyczna (Erotický veletrh Erofest) | Najlepsza relacja w mediach społecznościowych | Nominacja |
| 2017 | Venus Award                                         | Najlepsza aktorka pornograficzna w Europie    | Nominacja |
| 2018 | XBIZ Europa Award                                   | Wykonawczyni roku                             | Nominacja |
| 2018 | Czeska nagroda erotyczna (Erotický veletrh Erofest) | Najlepsza MILF                                | Nominacja |
| 2018 | Czeska nagroda erotyczna (Erotický veletrh Erofest) | Najlepsza relacja w mediach społecznościowych | Wygrana   |
| 2018 | Czeska nagroda erotyczna (Erotický veletrh Erofest) | Najlepsza osobista strona internetowa         | Nominacja |
| 2018 | Czeska nagroda erotyczna (Erotický veletrh Erofest) | Najlepszy towar                               | Nominacja |
| 2018 | XCritic Award                                       | Najlepsza zagraniczna wykonawczyni            | Nominacja |
| 2018 | Venus Award                                         | Najlepsza aktorka w wirtualnej rzeczywistości | Nominacja |
| 2019 | XBIZ Europa Award                                   | Wykonawczyni roku                             | Nominacja |
| 2019 | XBIZ Award                                          | Wykonawczyni zagraniczna roku                 | Nominacja |
| 2020 | XBIZ Europa Award                                   | Wykonawczyni roku                             | Nominacja |